# Theophil Preiswerk

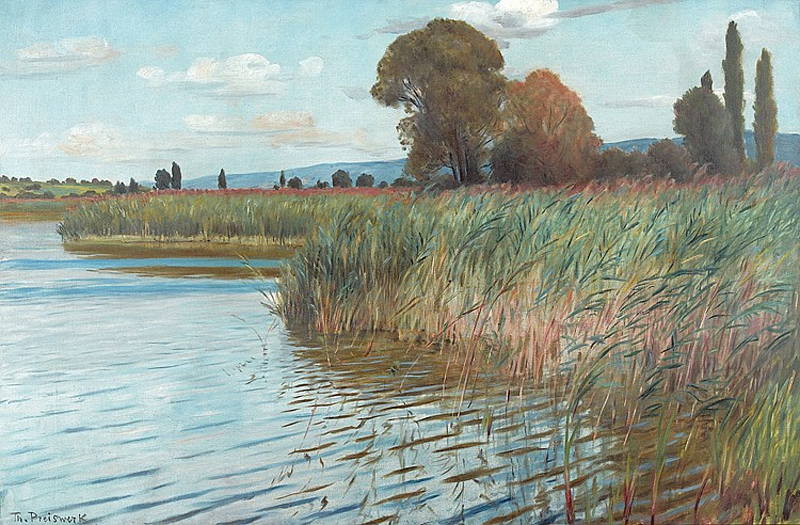
Sommerliche Seeuferpartie mit Schilf

Theophil Preiswerk (* 7. Dezember 1846 in Basel; † 13. März 1919 ebenda) war ein Schweizer Landschafts- und Genremaler.

## Leben und Werk
Theophil Preiswerk war Sohn des Carl Rudolf Preiswerk, Theologen und Gymnasiallehrers, und der Sophia geb. Fürstenberger.
Preiswerk begann seinen Zeichen- und Malunterricht in der Zeichenschule der Gesellschaft für das Gute und Gemeinnützige Basel bei Ludwig Adam Kelterborn. 1867 verbrachte er einige Monate im Atelier von Charles Gleyre in Paris und studierte seit dem 9. November 1867 an der Königlichen Akademie der Künste in München und an der Privatschule von Karl Otto in München. Preiswerk wurde von den im Münchener Glaspalast ausgestellten Werken von Wilhelm Leibl und Hans Thoma beeinflusst. Von 1874 bis 1876 hielt er sich bei Arnold Böcklin in Florenz auf. Von 1877 bis 1879 lebte er in Rom.

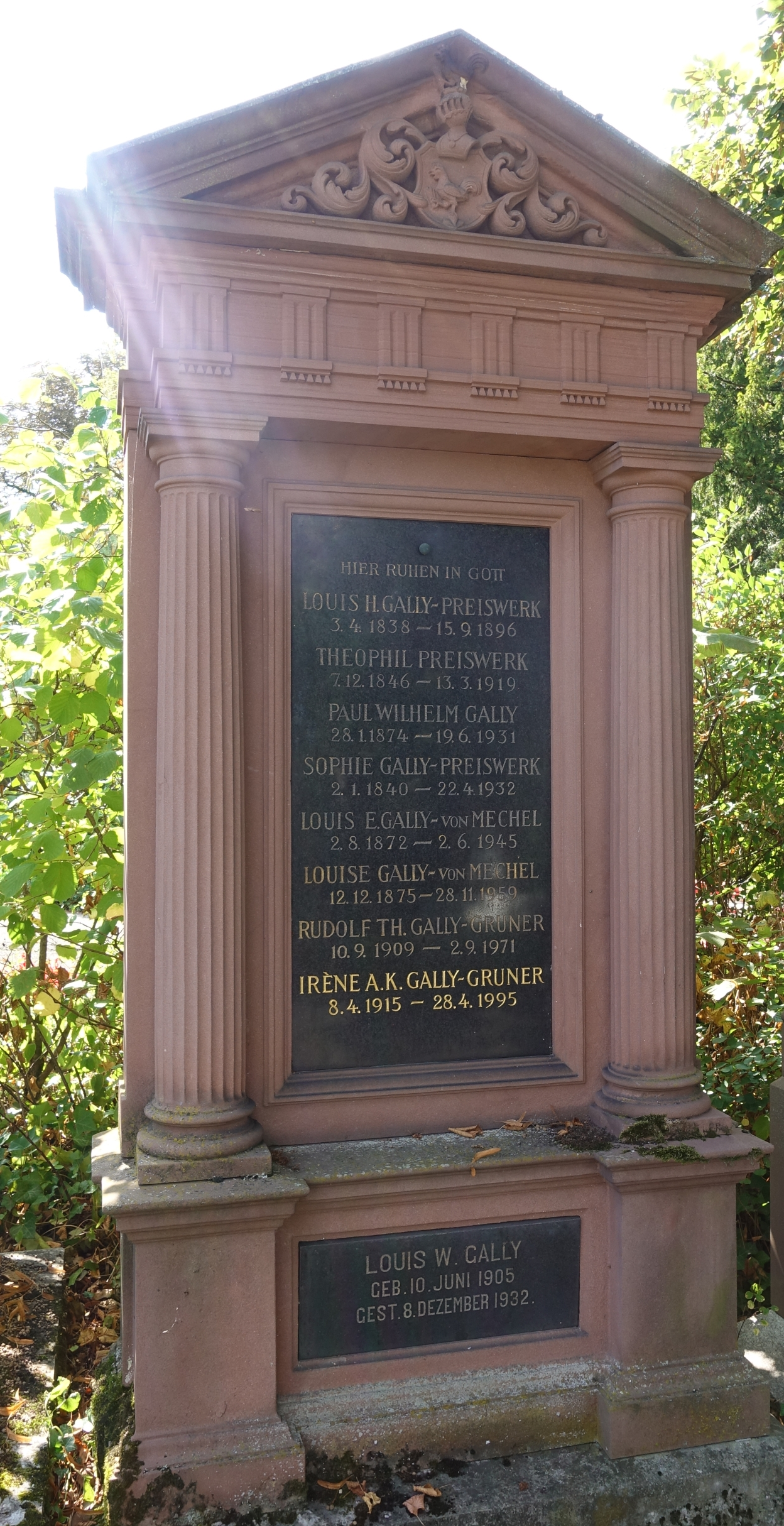
Familiengrab auf dem Wolfgottesacker, Basel.

In den 1880er Jahren liess sich Preiswerk endgültig in der Schweiz nieder, besuchte Italien jedoch immer wieder auf ausgedehnten Studienreisen. Ab 1883 belegte er in der Kunsthalle Basel ungefähr 15 Jahre lang ein Atelier. Preiswerk gehörte dem Verein der Schweizer Aquarellisten an. Um 1900 scheinen Preiswerks regelmässige Studienreisen aufzuhören. Gleichzeitig beendete er auch seine Ausstellungstätigkeit an den Turnus- und Nationalen Ausstellungen – möglicherweise als Reaktion auf den wiederholt geäusserten Vorwurf der Abhängigkeit seiner Werke von Arnold Böcklins Kunst. Postum wurde Preiswerk 1919 von seiner Heimatstadt mit einer vom Basler Kunstverein veranstalteten Ausstellung geehrt.
Theophil Preiswerk fand seine letzte Ruhestätte auf dem Wolfgottesacker in Basel.